# Conquesta musulmana de Sicília
La conquesta musulmana de Sicília es produí gradualment entre el juny del 827 i el 902, any de la caiguda de Taormina, capital romana d'Orient de Sicília. A banda d'algunes places fortes que resistiren fins al 965, l'illa romangué en mans dels musulmans fins a la conquesta normanda al segle xi.
El 652 ja hi havia hagut el primer atac musulmà a l'illa, al que van seguir altres sobretot després de la construcció de l'arsenal de Tunis el 698. El valí d'Ifríqiya, Ubayd-Al·lah ibn al-Habhab, va enviar a l'illa Habib ibn Abi-Ubayda que va assetjar Siracusa en 740 sense arribar a envair l'illa. A la segona meitat del segle viii els atacs es van aturar i no n'hi ha notícies; sembla que les defenses romanes d'Orient en aquest temps eren prou bones i els aglàbides, que van pujar al poder a Ifríqiya el 800, van fer també una sèrie de fortificacions per protegir les seves costes i després per equipar una flota. El primer emir aglàbida hauria signat una treva amb els romans d'Orient i el seu fill l'hauria renovat durant tot el primer quart del segle ix.
Mentre a l'Orient regnava un equilibri relatiu, la situació a la Mediterrània occidental es va veure alterada irremeiablement quan els aglàbides van començar la seva lenta conquesta de Sicília a la dècada del 820. Utilitzant Tunísia com a plataforma de llançament, la conquesta tingué lloc en quatre onades, corresponents a cada una de les quatre valls de l'illa, sent la primera, iniciada per l'emir d'Ifríqiya Ziyàdat-Al·lah ibn Ibrahim entre 827 i 840 a la Val di Mazara, prenent Palerm en 831, la segona, al Val di Noto, fou entre 827 i 878, quan caigué Siracusa en mans d'Abu-Ishaq Ibrahim ibn Àhmad, la Val de Mone entre 835 i 859, quan caigué Castrogiovanni, i les darreres posicions romanes d'Orient importants, Catània i Taormina, caigueren en 900 i 902 i finalment, Rometta, la darrera posició romana d'Orient, en 965.